# Fernando Quevedo
Fernando Quevedo Rodriguez (Costa Rica, 1956) é um físico guatemalteco.
Foi diretor do Centro Internacional de Física Teórica (ICTP) em outubro 2009, sucedendo K. R. Sreenivasan, diretor desde 2003.
Sua educação elementar foi na Guatemala. Obteve o doutorado na Universidade do Texas em Austin em 1986, orientado pelo Nobel em Física Steven Weinberg. Efetuou uma série de pesquisas no CERN, Universidade McGill, Institut de Physique in Neuchatel e Laboratório Nacional de Los Alamos, e foi também por pouco tempo professor de física na Universidade Nacional Autónoma de México. Em 1998 passou a integrar o quadro do Departamento de Matemática Aplicada e Física Teórica da Universidade de Cambridge, onde foi professor de física teórica e fellow do Gonville and Caius College.
Foi laureado com o Royal Society Wolfson Research Merit Award, doutor honoris causa da Universidad de San Carlos de Guatemala e da Universidad del Valle de Guatemala, fellow da John Solomon Guggenheim Foundation e com o ICTP Prize in High Energy Physics de 1998. É autor de mais de 100 artigos científicos.